# Грушанковые
Грушанковые (лат. Pyroleae) — триба двудольных растений в составе подсемейства Вертляницевые (Monotropoideae) семейства Вересковые. Таксон включает четыре рода и около 30 видов трав и полукустарников, распространённых в Северном полушарии.

## Традиционный подход
Более традиционный подход к данной группе растений связан с выделением грушанковых в отдельное семейство Pyrolaceae Dumort.: так было в Системе Кронквиста и более ранних системах классификации. В русскоязычной научно-популярной литературе (в том числе в определителях растений) такой подход прослеживается до настоящего времени.
До начала XX века эта группа растений чаще называлась «грушовковые» (так, в частности, называется статья о семействе Pyrolaceae в Энциклопедическом словаре Брокгауза и Ефрона).

## Биологическое описание
Грушанковые — вечнозелёные травы или полукустарники.
Для грушанковых, как и для других вересковых, свойственна микориза.
Венчик состоит из свободных лепестков; цветки пятимерные, с пятигнёздными завязями и 10 тычинками. Плод — коробочка; семена очень мелкие, пылевидные.

## Состав
Обычно к грушанковым относят четыре рода:
- Chimaphila Pursh — Зимолюбка
- Moneses Salisb. — Одноцветка
- Orthilia Raf. — Ортилия
- Pyrola L. typus — Грушанка

Ранее к грушанковым иногда относили также Подъельник (Hypopitys) и близкие к подъельнику роды, которые в других системах классификации относят к подсемейству Вертляницевые (Monotropoideae) в составе семейства Вересковые — либо выделяют в самостоятельное семейство Вертляницевые (Monotropaceae).